# 밀리빵
밀리빵(영어: mealie bread 밀리 브레드[*], 아프리칸스어: mieliebrood 밀리브로트)는 남아프리카 공화국의 옥수수빵이다. 밀가루에 사탕옥수수와 달걀, 버터 등을 넣어 구운 달콤한 빵이며, 스튜 등과 함께 먹는다.

## 사진

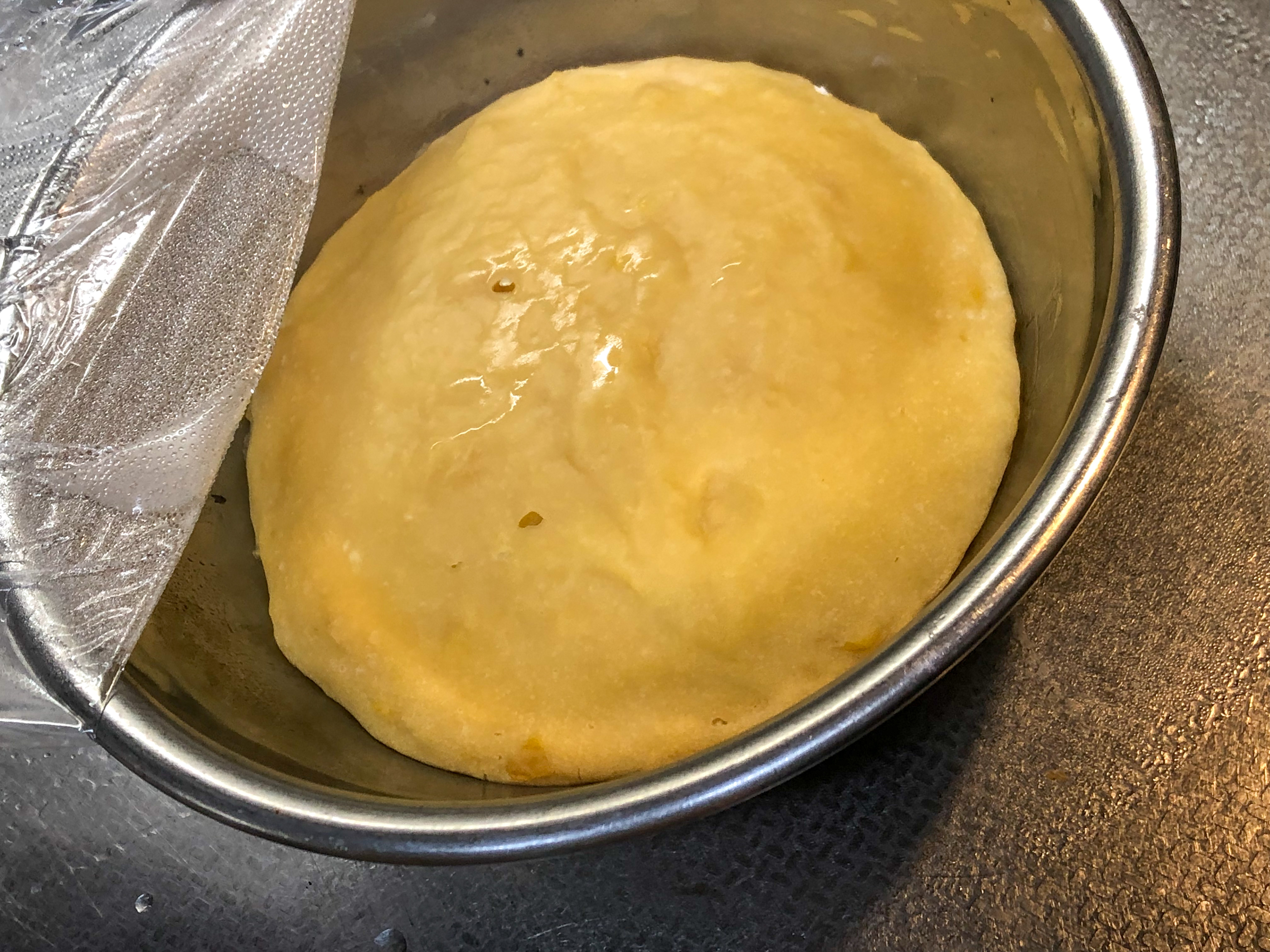
밀리빵 반죽

## 같이 보기
- 옥수수빵